# Lindsey Stirling (album)
Albums de Lindsey Stirling
Shatter Me
(2014)
Lindsey Stirling est le premier album de l'artiste éponyme. L'album est disponible depuis septembre 2012. Il a été enregistré deux ans après que Lindsey Stirling soit passée dans America's Got Talent. Lindsey est plus connue pour ses reprises de musiques de jeux et de films, mais l'album est entièrement composé par elle-même. L'album est classé en top 5 en Allemagne et en Australie, et en top 15 en Suisse.

## Liste des pistes
| No  | Titre                  | Durée |
| --- | ---------------------- | ----- |
| 1.  | Electric Daisy Violin  | 3:15  |
| 2.  | Zi-Zi's Journey        | 3:16  |
| 3.  | Crystallize            | 4:18  |
| 4.  | Song of the Caged Bird | 3:05  |
| 5.  | Moon Trance            | 3:55  |
| 6.  | Minimal Beat           | 3:35  |
| 7.  | Transcendence          | 3:45  |
| 8.  | Elements               | 4:07  |
| 9.  | Shadows                | 3:43  |
| 10. | Spontaneous Me         | 3:29  |
| 11. | Anti Gravity           | 3:56  |
| 12. | Stars Align            | 4:47  |